# جورج فوت مور
جورج فوت مور (انگلیسی: George Foot Moore; ۱۵ اکتبر ۱۸۵۱ – ۱۶ مهٔ ۱۹۳۱) تاریخ ادیان و مذاهب، مؤلف، کشیش پرسبیترینی اهل ایالات متحده آمریکا بود.